# Allan Havey
 (mars 2022).
La mise en forme du texte ne suit pas les recommandations de Wikipédia : il faut le « wikifier ».
Les points d'amélioration suivants sont les cas les plus fréquents :
- Les titres sont pré-formatés par le logiciel. Ils ne sont ni en capitales, ni en gras.
- Le texte ne doit pas être écrit en capitales (les noms de famille non plus), ni en gras, ni en italique, ni en « petit »…
- Le gras n'est utilisé que pour surligner le titre de l'article dans l'introduction, une seule fois.
- L'italique est rarement utilisé : mots en langue étrangère, titres d'œuvres, noms de bateaux, etc.
- Les citations ne sont pas en italique mais en corps de texte normal. Elles sont entourées par des guillemets français : « et ».
- Les listes à puces sont à éviter, des paragraphes rédigés étant largement préférés. Les tableaux sont à réserver à la présentation de données structurées (résultats, etc.).
- Les appels de note de bas de page (petits chiffres en exposant, introduits par l'outil «  Source ») sont à placer entre la fin de phrase et le point final[comme ça].
- Les liens internes (vers d'autres articles de Wikipédia) sont à choisir avec parcimonie. Créez des liens vers des articles approfondissant le sujet. Les termes génériques sans rapport avec le sujet sont à éviter, ainsi que les répétitions de liens vers un même terme.
- Les liens externes sont à placer uniquement dans une section « Liens externes », à la fin de l'article. Ces liens sont à choisir avec parcimonie suivant les règles définies. Si un lien sert de source à l'article, son insertion dans le texte est à faire par les notes de bas de page.
- La présentation des références doit suivre les conventions bibliographiques. Il est recommandé d'utiliser les modèles {{Ouvrage}}, {{Chapitre}}, {{Article}}, {{Lien web}} et/ou {{Bibliographie}}. Le mode d'édition visuel peut mettre en forme automatiquement les références.
- Insérer une infobox (cadre d'informations à droite) n'est pas obligatoire pour parachever la mise en page.

Pour une aide détaillée, merci de consulter Aide:Wikification.
Si vous pensez que ces points ont été résolus, vous pouvez retirer ce bandeau et améliorer la mise en forme d'un autre article.
 (mars 2022).
Si vous disposez d'ouvrages ou d'articles de référence ou si vous connaissez des sites web de qualité traitant du thème abordé ici, merci de compléter l'article en donnant les références utiles à sa vérifiabilité et en les liant à la section « Notes et références ».
Allan Havey (né le 19 septembre 1954) est un humoriste et acteur américain. 

## Biographie
Il a commencé sa carrière de comédien à New York en 1981. Il a fait ses débuts nationaux en 1986 sur Late Night with David Letterman et a fait de nombreuses apparitions dans l'émission tout au long des années 1980 et années 1990. Lorsque Letterman a quitté NBC pour CBS après avoir été choisi pour remplacer Johnny Carson en tant qu'animateur de The Tonight Show, Havey était l'un des nombreux comédiens envisagés par NBC pour remplacer Letterman.
En novembre 1989, il a été choisi par HBO Downtown Productions pour animer une émission sur The Comedy Channel (plus tard connue sous le nom de Comedy Central). L'émission, Night After Night with Allan Havey, qui a initialement duré trois heures tous les soirs, a présenté le flux de conscience unique d'Allan, des interviews de célébrités, des nouvelles et des extraits de films (avec commentaires), et inhabituel "sur place "scénarios. Havey a souvent raconté des histoires de sa vie, parfois apocryphes ou ironiques, parfois très réelles, en tandem avec sa rupture du quatrième mur, via des riffs avec ceux derrière la caméra, comme la productrice Sue Fellows ou le scénariste en chef Eddie Gorodetsky. Night After Night est devenu un classique culte parmi les fans. L'émission présentait également le sketch "Audience of One", un segment "Viewer Mail", "Dave the Weatherman" et l'annonceur Nick Bakay, qui est parti en 1992, pour jouer le même rôle sur Le Spectacle Dennis Miller.  Night After Night  a duré trois ans.
Dans une interview de Vanity Fair en avril 2016, Havey a évoqué sa peur de longue date des têtards et du gâteau Battenburg.[réf. nécessaire]
Les rôles de films de Havey incluent Affaires privées, Checking Out, Les Joueurs, Hancock, Jerry Seinfeld's documentaire Comedian, et The Informant! de Steven Soderberg À la télévision, la comédie de Havey a été présentée deux fois sur HBO's One Night Stand ; les deux apparitions ont été nommées pour CableACE Awards. En tant qu'acteur de télévision, Havey a joué dans Seinfeld, Curb Your Enthusiasm, Punk'd et The Programme Sarah Silverman. En 2006, Havey a été choisi pour jouer le rôle principal dans la Fox sitcom  Free Ride, où il a joué Bob Stahlings, père du personnage principal Nate Stahlings. En 2012, il est apparu dans Men of a Certain Age de Ray Romano, dans Bonne chance Charlie de Disney et Louie de FX. En 2013, il a participé à deux épisodes de The Office et est apparu dans l'émission AMC Mad Men. En 2015, il est apparu dans des épisodes de la série Amazon Studios, Le Maître du Haut Château et W/ Bob and David sur Netflix.
Havey est apparu sur le podcast TV Guidance Counselor de Ken Reid le 8 avril 2015.